# Stefan Czarniecki
Stefan Czarniecki (* 1599; † 16. Februar 1665 im Feldlager Sokołówka, in der Nähe von Brody, Königreich Polen, heute Ukraine) war ein polnischer Adeliger und Feldhetman der polnischen Krone. Durch seine militärischen Erfolge gegen die Schweden, während des Schwedisch-Polnischen Krieges von 1655–60, wurde er zum Nationalhelden.

## Leben
Czarniecki trat früh in die polnische Armee ein, legte seine ersten Waffenproben 1633 auf dem Zug des Königs Władysław IV. Wasa gegen den Zaren Michael I. ab, kämpfte dann als Rittmeister gegen die ukrainischen Saporoger Kosaken und als Oberst gegen die Krimtataren.
Im Kosakenaufstand in der Schlacht bei Schowti Wody 1648 gefangen und zwei Jahre in Haft gehalten, rächte er sich später durch den Sieg über die Kosaken in der Schlacht bei Beresteczko 1651. Als Kastellan von Kiew besetzte er 1655 beim Einfall der Schweden in Polen Krakau und erzwang sich durch eine zwei Monate lange Verteidigung eine ehrenvolle Kapitulation. 1656 zum Oberbefehlshaber der polnischen Armee ernannt, musste er sich zwar am 18. Februar 1656 bei Gołąb vor den Schweden zurückziehen, schloss hingegen die schwedische Avantgarde am rechten Ufer des Flusses San ein, folgte den schwedischen Truppen nach Sandomir, griff sie bei Kozienice, Warka und Łowicz mit Erfolg an, drang in Großpolen ein und führte König Johann II. Kasimir in seine Hauptstadt zurück.
Statt jedoch nach Czarnieckis System den Guerillakrieg fortzusetzen, ließ sich der König zu der dreitägigen Schlacht bei Warschau (28.–30. Juli 1656) verleiten, die er verlor und infolge der Niederlage flüchten musste. Czarniecki führte ihn jedoch unter großen Gefahren nach Warschau zurück, wofür er mit der Wojewodschaft Ruthenien und zwei Starosteien belohnt wurde.
Nachdem Czarniecki den Fürsten von Siebenbürgen, Rákóczi György, 1657 zum Frieden zwang, rückte er zur Unterstützung der vom schwedischen König Karl X. Gustav angegriffenen Dänen in Pommern ein und drang bis Stettin vor, wandte sich dann gegen die inzwischen in Polen eingefallenen Russen und trug viel zum Sieg bei Polonka in der Nähe von Baranawitschy am 28. Juni 1660 bei.
Im Winter 1663/64 nahm Czarniecki am Feldzug von König Johann II Kasimir nach Sewerien teil, der ziemlich unglücklich verlief. Als im Rücken der Polen in der Rechtsufrigen Ukraine ein Aufstand gegen die polnische Herrschaft begann, löste er sich mit einem Teil des Heeres von der Armee des Königs und begann, den Aufstand sehr brutal zu unterdrücken. Zwischen 1664 und 1665 war er nomineller königlicher Wojewode von Kiew, obwohl die Stadt von einer russischen Garnison gehalten wurde. Mit dem erblichen Besitz der Starostei Tykocin nebst Białystok und dessen Umgebung belohnt, starb er 1665 im Feldlager zu Sokoliwka in Wolhynien an den Folgen einer Schussverletzung aus der Schlacht bei Stawischtsche.

## Bezug zur Gegenwart
Die polnische Nationalhymne, Mazurek Dąbrowskiego, nimmt Bezug auf Czarnieckis Widerstandskämpfe gegen die Schweden unter Karl X. Gustav in Polen 1655 bis 1660.